# Ван Шицзин
Ван Шицзи́н (кит. трад. 汪時璟, упр. 汪时璟, пиньинь Wāng Shíjǐng, 13 октября 1887 — 12 августа 1952) — китайский политик и банкир. Он был важным политическим деятелем в период Временного правительства Китайской Республики и режима Ван Цзинвэя.

## Биография
Ван родился в уезде Цзиндэ провинции Аньхой. Он отправился в Японию, где он закончил Военную бухгалтерскую школу (яп. 陸軍経理学校). Позже он вернулся в Китай и вошел в Бэйянское правительство, став секретарем при министрах финансов Вана Кэминя и Чжана Гу. Ван также занимал должность руководителя ткацкого завода. В июле 1927 года он был назначен членом управления комиссии города Ухань и вице-менеджером филиала Банка Китая в Ханькоу. Позже он был назначен на должность руководителя Шэньянского отделения Банка Китая.
В декабре 1937 года Ван Кэминь возглавил Временное правительство Китайской Республики, и Ван также попал в него. В марте 1938 года он был назначен руководителем Резервного банка Китая (кит. 中国聯合準備銀行) и членом японо-китайской экономической конференции. В марте 1940 года, при режиме Ван Цзинвэя, Ван был назначен исполнительным членом и руководителем Главного управления по финансам.
В сентябре 1944 года он отправился в Японию, где также посетил Ван Цзинвэя в больнице. В Японии он подписал соглашение на кредит в ¥300 млн от Банка Японии.
После падения режима Ван Цзиньвэя, 5 декабря 1945 года Ван Шицзин был арестован национальным правительством Чана Кайши в Пекине. Он был отправлен в Нанкин. 15 октября следующего года из-за обвинения в измене и капитуляции перед врагом (ханьцзянь), он был приговорен к пожизненному заключению в Столичным Высшим судом. В январе 1949 года он был отправлен в тюрьму в Шанхае.
Ван Шицзин умер в тюрьме 12 августа 1952 года.